# Kutab
Kutab is een Azerbeidzjaans gerecht,een opgevouwde pannenkoek gevuld met vlees, gevogelte, kaas of groenten.
Eerst wordt een deeg gemaakt van bloem, water, eieren en zout, en uitgerold in een dunne laag van 0,5 tot 1 mm dik. Uit het deeg worden cirkels gesneden waar in het midden de vulling wordt gelegd en daarna opgevouwen in een halve maan. Deze pannenkoek wordt in een braadpan gebraden aan beide zijden en bij het serveren overgoten met boter. 
Voor de vulling zijn er een heleboel variëteiten. De vulling kan bestaan uit vlees (lams- of schapenvlees gemixt met uitjes, granaatappel en gedroogde kerspruim), groentenvulling (onder andere spinazie, klaverzuring, lenteuitjes) of in het wild groeiende kruiden (onder andere herderstasje, dovenetel, vogelmuur).
Kutab wordt meestal geserveerd met yoghurt, koriander, venkel en sumak.